# VfB Bühl
Der VfB Bühl ist ein Fußballverein aus Bühl. Die erste Fußballmannschaft spielt derzeit in der Landesliga Südbaden. Der Verein hat etwa 700 Mitglieder.

## Geschichte
Am 17. Juli 1909 wurde der „Verein für Bewegungssport Bühl“ gegründet und Wilhelm Hepp zum 1 Vorsitzenden gewählt. Nachdem die Bühler Vorgängervereine „Phoenix“ und „Fidelitas“ in ihrer kurzen Bestandszeit keine nennenswerten Erfolge erreichen konnten, etablierte sich der VfB schnell in der Stadt. 1912 gewann der Verein die Bezirksmeisterschaft in die C-Klasse (heute Kreisliga B) und stieg damit in die B-Klasse auf.
Nach der Unterbrechung des Spielbetriebs durch den Ersten Weltkrieg stabilisierte sich der Verein im südbadischen Fußball und stieg 1929 in die damals dritthöchste Spielklasse, der Kreisliga Oberrhein, auf. Nachdem der Verein während der französischen Besatzungszeit aufgelöst worden war, kam es am 15. Juni 1945 zur Neugründung unter dem Namen „Bühler Sportverein“. 1950 schaffte der Verein dann den Aufstieg in die 2. Amateurliga (damals die vierte Spielklasse). Kurz darauf erfolgte die Umbenennung zum vorherigen Namen VfB Bühl.
1952/53 wurde der VfB Vizemeister in der 2. Amateurliga. Da der Meister 1. SV Mörsch auf die Aufstiegsrunde verzichtete, spielte Bühl gegen den FV St. Georgen um den Aufstieg in die 1. Amateurliga Südbaden und erreichte dies durch einen 2:0-Erfolg. In den folgenden Jahren erreichte man zweimal den dritten Platz in der damals dritthöchsten Spielklasse.
1958 erregte der Verein überregionales Aufsehen durch die Verpflichtung von Ernst Willimowski als neuen Trainer. Dieser wurde kurz darauf von Lothar Bechtel, einem ehemaligen Spieler des Karlsruher SC, abgelöst.
1959 erreichte der VfB seinen größten Vereinserfolg durch den Gewinn des Südbadischen Verbandspokals. Man schlug im Finale den Offenburger FV mit 1:0. Torschütze war Heinz Obrist.
Ab 1963 erlitt der Verein den sportlichen Niedergang. So stieg man bis 1968 gleich drei Ligen, bis in die B-Klasse, ab. Erst 1971 konnte man den Wiederaufstieg in die A-Klasse, und 1977 den Wiederaufstieg in die 2. Amateurklasse verzeichnen, aus der man 1978 aber sofort wieder abstieg.
1981 gelang durch den Aufstieg in die 1978 neu gegründete Landesliga wieder der Sprung in die Viertklassigkeit. Die 1980er Jahre waren geprägt vom Aufstiegskampf in der Bezirksliga (ehemals A-Klasse) und dem Abstiegskampf in der Landesliga (ehemals 2. Amateurliga).
Erst 1999 wurde der Aufstieg in die Landesliga erneut geschafft. 2004 gelang dann der Aufstieg in die Verbandsliga Südbaden. Hier konnte man sich bis zur Spielzeit 2012/13 halten, stieg dann aber als Tabellenletzter in die Landesliga Südbaden ab. In der Spielzeit 2014/15 gelang die Meisterschaft in der Landesliga Südbaden Staffel 1 und damit der Wiederaufstieg in die Verbandsliga Südbaden. Nach nur einer Saison ging es 2016 wieder runter in die Landesliga. 2022/23 gelang ihnen dort die Vizemeisterschaft, scheiterte dann aber in der Relegation an einer möglichen Rückkehr in die Verbandsliga.

## Erfolge
- Südbadischer Pokalsieger 1959
- Mehrere Meisterschaften in der Bezirksliga und Landesliga (bzw. den entsprechenden vorherigen Spielklassen).

## Bekannte Personen des Vereinsgeschehens
- Ernst Wilimowski
- Lothar Bechtel